# Trichaphodius tonkineus
Trichaphodius tonkineus är en skalbaggsart som beskrevs av Renaud Maurice Adrien Paulian 1933. Trichaphodius tonkineus ingår i släktet Trichaphodius och familjen Aphodiidae. Inga underarter finns listade i Catalogue of Life.